# Postcolonialismo
Il postcolonialismo (o studi postcoloniali) rappresenta lo studio dell'eredità culturale, politica ed economica del colonialismo e dell'imperialismo, concentrandosi sull'impatto fisico, economico e mentale dello sfruttamento delle popolazioni colonizzate e delle loro terre. Questo campo emerge gradualmente con il declino del colonialismo europeo a partire dagli anni sessanta, con la pubblicazione di opere da parte di studiosi di paesi precedentemente colonizzati (provenienti soprattutto dall'Africa, India, e Medio Oriente) che si concentrano sugli effetti persistenti del colonialismo, sviluppando un'analisi teorica critica della storia, della cultura, della letteratura e del discorso del potere imperialista europeo.

## Definizione
La teoria postcoloniale (in inglese Post-colonial theory), un insieme aperto di teorie filosofiche, storiche e letterarie, si occupa di diversi temi di grande rilevanza per le società che sono o erano colonie di altri paesi. Il settore ha avuto un considerevole sviluppo a partire dai primi anni sessanta e settanta, con le opere di studiosi quali Frantz Fanon ed Edward Said, sostenuto in seguito dall'opera di altri critici: Homi K. Bhabha, Kwame Nkrumah, Albert Memmi, Aimé Césaire, Declan Kiberd, Gayatri Spivak, Bill Ashcroft.
Il postcolonialismo comprende un'ampia varietà di approcci. In sintesi, l'obiettivo del postcolonialismo è quello di sviluppare una chiara comprensione degli effetti del colonialismo dal punto di vista del popolo colonizzato, considerando che i resoconti dei colonizzatori sono spesso da considerarsi inaffidabili. Entrando più nel dettaglio, il postcolonialismo esamina le relazioni di potere sociale e politico che sostengono il colonialismo e il neocolonialismo, incluse le narrazioni sociali, politiche e culturali che circondano il rapporto fra colonizzatori e colonizzati. Questo approccio può a volte sovrapporsi agli studi di storia contemporanea e può anche trarre esempi dall'antropologia, dalla storiografia, dalle scienze politiche, dalla filosofia, dalla sociologia e dalla geografia umana.
Gli studi postcoloniali comprendono varie sotto-discipline che esaminano gli effetti del dominio coloniale sulla pratica del femminismo, dell'anarchismo, della letteratura e del pensiero cristiano.
A volte, il termine studi postcoloniali può essere preferito a postcolonialismo, poiché il termine colonialismo potrebbe riferirsi sia a un sistema di governo, sia a un'ideologia o visione del mondo alla base di quel sistema. Tuttavia, il postcolonialismo in senso lato (inclusi gli studi postcoloniali) rappresenta generalmente una risposta ideologica al pensiero colonialista. In quanto tale, il postcolonialismo può essere considerato come una reazione o un allontanamento dal colonialismo, così come il postmodernismo è una reazione al modernismo (il termine stesso postcolonialismo è infatti modellato sul postmodernismo, con il quale condivide alcuni concetti e metodi).

## Concetti chiave

### Filosofia ed etica postcoloniale
Come teoria filosofica, etica e politica, gli studi postcoloniali si occupano di argomenti quali l'identità sociale, la sociologia, la razza e l'etnia: i dilemmi dello sviluppo di un'identità nazionale sulla scia della dominazione coloniale; il modo in cui la conoscenza dei popoli colonizzati è stata asservita all'interesse dei colonizzatori, e come viene prodotta e usata la conoscenza di popoli subordinati.
Così si è venuto a formare un pensiero decoloniale, che dialoga tra potere, modernità e capitalismo, sviluppatosi partendo dal dibattito Latino-Americano e che si può osservare in film come L'ora dei Forni di Octavio Getino e Fernando Solanas (ispirati dalle rivoluzioni del 1968) e che si è esteso nella storia mondiale fino ad arrivare alla globalizzazione. Questa modalità di pensiero è stata accettata in ambito internazionale con la definizione di decolonianidad, ovvero la necessità di proseguire lungo il percorso di liberazione dall’oppressione coloniale.
Gli studi post-coloniali sono quindi pratiche di resistenza al colonialismo e al dominio coloniale. Il dibattito decoloniale discute sulla rimozione delle categorie razziali, sulla redifinizione della relazione con il potere e sulla possibilità di rivedere la costruzione sociale della realtà; è un percorso non lineare che richiede flessibilità, e che serve a superare l’eurocentrismo e le strutture patriarcali del sapere.
Lo scopo degli studi post-coloniali è quello di rivedere la storia da una prospettiva non occidentale, con un focus regionale e nazionale, connesso con il contesto politico, sociale e storico delle nazioni.
Gli studi sulla decolonizzazione hanno sviluppato concetti che criticano il ruolo del pensiero di tradizione occidentale, razionalista ed eurocentrato, e la classificazione coloniale di stampo razziale e sessuale. Questo ha fatto nascere il filone di studi post-coloniali. Gli studi post-coloniali di matrice anglosassone sono diversi da quelli sviluppatosi in America Latina, perché anche se entrambi hanno legami fra cultura e capitalismo, quelli anglosassoni trascurano il fatto che è impossibile comprendere il capitalismo globale senza tener conto dei discorsi razziali che organizzano la popolazione.

### Ideologia coloniale
In Europa, il colonialismo è stato a lungo presentato come un progetto di "espansione della civiltà" che giustificava ideologicamente l'immaginaria "superiorità" razziale e culturale del mondo occidentale sul mondo non occidentale. Fra i primi studiosi a sviluppare questo concetto si annovera lo storico e filologo francese Ernest Renan, teorico della razza ariana (sebbene non antisemita) famoso anche per la sua definizione di nazione e per il suo contributo alla storia delle religioni. In La Réforme intellectuelle et morale (1871), Renan teorizza che il dominio coloniale sia in grado di elevare lo stato morale e intellettuale delle popolazioni di colore e delle culture "inferiori", e sostiene la possibilità di realizzare una naturale armonia fra tutte le razze umane della terra grazie al fatto che il dominio coloniale assegna a ciascun popolo un'identità culturale, una posizione sociale ed un ruolo economico ben precisi:
(Ernest Renan, La réforme intellectuelle et morale de la France (1871) - grassetto aggiunto a posteriori)
A fine Ottocento, tale linguaggio razzista era comunemente utilizzato per giustificare la competizione geopolitica tra gli imperi europei e nordamericani al fine di proteggere i loro interessi economici tramite lo sfruttamento delle colonie. La rappresentazione dell'identità europea come un'unità omogenea era mirata a fornire una giustificazione ideologica alla conquista di regioni extraeuropee, soprattutto nel caso della colonizzazione dell'Estremo Oriente e della cosiddetta "Spartizione dell'Africa" di fine Ottocento. A partire da fine Settecento, con il contributo di grandi pensatori dell'Illuminismo come Kant, Voltaire ed Hegel, varie nazioni Europee fra cui il Belgio, la Gran Bretagna, la Francia e la Germania cominciano a sviluppare varie teorie di superiorità nazionale atte a giustificare il colonialismo come progetto di consegna della "luce della civiltà" a popoli non illuminati.

### Identità postcoloniale
La teoria postcoloniale sostiene che le popolazioni decolonizzate sviluppino un'identità influenzata dalle gerarchie di valori introdotti storicamente dalle potenze colonizzatrici. Quest'identità è basata sull'interazione tra diversi elementi culturali, nazionali ed etnici, nonché di genere e di classe a cui la società coloniale assegna vari gradi di potere sociale.
La letteratura postcoloniale si concentra sulle prospettive sociali e culturali dei soggetti coloniali, definiti subalterni dalla studiosa Gayatri Chakravorty Spivak sulla base del termine coniato da Gramsci per designare una classe di individui completamente esclusa dall'accesso al potere politico, economico e culturale all'interno del sistema coloniale. Fra i temi trattati dalla critica postcoloniale si annoverano la resistenza creativa alla cultura del colonizzatore da parte dei soggetti subalterni; il modo in cui tale resistenza culturale abbia complicato l'instaurazione di una società coloniale; l'identità postcoloniale sviluppata dai colonizzatori stessi; e il modo in cui il neocolonialismo continua a impiegare attivamente un modello di identità binario che separa il mondo in due categorie - il mondo occidentale da una parte, quello non occidentale dall'altra, sotto una generica definizione di "altro" o culturalmente diverso.

## In letteratura
Come teoria letteraria, gli studi postcoloniali trattano della letteratura post-coloniale prodotta sia dai cittadini dei paesi colonizzatori che da quelli colonizzati che rispondono all'eredità coloniale con il fenomeno del writing back, cioè della risposta dei colonizzati alla madrepatria (dal titolo del saggio di Bill Ashcroft The Empire Writes Back: Theory and Practice in Post-Colonial Literature, del 1990). Così gli studi postcoloniali si rivolgono sia al modo in cui la letteratura delle potenze coloniali viene o veniva usata per giustificare il colonialismo (p. es. con il mito del "fardello dell'uomo bianco" di Rudyard Kipling), mediante la perpetuazione delle rappresentazioni dei colonizzati come inferiori, e il modo in cui gli scrittori dei paesi colonizzati hanno tentato di articolare e celebrare le proprie identità culturali e svincolarle dai loro colonizzatori.

## In Italia
In Italia gli studi postcoloniali sono stati limitati ad ambiti specialistici, come quello storico (che ha studiato le imprese coloniali italiane, vedi Angelo Del Boca), quello relativo alle letterature e culture di lingua inglese (Silvia Albertazzi, Iain Chambers, Lidia Curti), oppure quello comparatistico (dove spiccano i contributi di Armando Gnisci), o ancora in rapporto agli studi decoloniali latino-americani (Gennaro Ascione). In generale la breve durata dell'esperienza coloniale italiana (in Libia e nel Corno d'Africa) sommatasi alla rimozione di quell'esperienza a partire dal 1945 hanno fatto sì che non esista una tradizione locale di studi postcoloniali; solo negli ultimi anni si stanno adottando e adattando paradigmi di analisi storica e culturale concepiti in rapporto al mondo francofono e anglofono.